# Гусаків
Гусакі́в (пол. Hussaków) — село в Україні, у Яворівському районі Львівської області. Населення становить 526 осіб.

## Історія
До 1523 селище вже згадується як Гусаковичі і разом з Бойовичі і Яновичі перебуває у власності Себастіяна Яновського. А з 12 січня 1523 року згадується як подароване Іванові Боратинському що підтверджується грамотою датованою 17 січня 1523 року.
У 1525 році дідич Стецько (Іван) Боратинський отримав привілей короля Польщі Сигізмунда І Старого на заснування міста на землях села Гусаків у Перемиській землі.
У 1542 році, після зруйнування татарами давнього костьолу у Боєвичах, згідно з клопотанням Яна Боратинського, хорунжого землі перемиської, старости рогатинського, єпископ Станіслав Тарло переніс парафію до Гусакова. 
9 березня 1603 року Сигізмунд III підтверджує грамоту Сигізмунда Августа, видану 16 липня 1550 р. в Пйотркові на прохання краківського віце-старости Петра Боратинського, згідно з якою один ярмарок в Гусакові перенесено з дня св. Катерини на день св. Станіслава, встановлено другий ярмарок в день св. Тройці та перенесено на інший день щотижневі торги.
У 1719 р. два місцевих священники Францішек Чарчевський та Ян Музікевич будували костьол на честь св. Станіслава. Костьол був посвячений 1828 року. До парафії належав монастир і костел о.о. кармелітів, заснований 1620 року за Костянтина Корнякта, дідича Гусакова і Сосниці і др. 
У 1882 р. - містечко, Мостиського повіту, з Будами налічувало  106 римо-католиків, мало місцеву парафію РКЦ, Мостиського деканату, Перемишльської дієцезії. До парафії належало крім Гусакова, ще 14 сіл та містечок. Наприкінці ХІХ ст. при костьолі було Братство св.Трійці, 5 шкіл, каплиця на цвинтарі. Греко-католиків 800 осіб. Власність графа Людгарда Стадницького (Ludgard stadnicki)

## Пам'ятки
- Костел святого Станіслава[7]

## Інфраструктура
- Орган місцевого самоврядування — Гусаківська сільська рада.
- У селі працює новітня пекарня, також у ньому є маленький мотель, бар і кілька крамниць.
- Є також дві церкви (Українська православна Київського патріархату і новозбудована греко-католицька) та римо-католицький костел.
- Є середня школа, де окрім гусаківських школярів, навчаються діти з сусідніх сіл Гориславичі та Боєвичі, а також у 9-11 класах з Радохонець і Золоткович.

## Цікаві факти
- У 2009 році в селі було освячено греко-католицький храм святих Апостолів Петра і Павла, що належать греко-католицькій громаді. Гусаків  — єдине в Україні село, де встановлено вітражний іконостас. Автор цього вітража Ігор Іванів.[8]
- В селі підтримується давня місцева традиція святкування "Яблуневої ялинки" на Водохреще, яка має кілька легенд. З цією традицією пов`язаний романтичний звичай: хлопець, який хоче освідчитись дівчині у коханні має купити яблуко з "яблуневої ялинки", чим вище яблучко тим вища за нього ціна.За повір`ям — дівчина, якій хлопець подарує таке яблуко протягом року вийде заміж.[9]

## Відомі люди

### Народилися
- Голейко Михайло — український архітектор.
- Станіслав Крупський — батько професора Цюрихського університету, швейцарського ветеринара Крупського Антоні та фольклориста Крупського Володислава.
- Михайло Брилинський — ливарник, засновник єдиної у 1920-30 роках української ливарні дзвонів та художніх виробів фабрики «Відливарня дзвонів Михайла Брилинського у Львові»
- Фединський Василь — український військовий діяч, командир сотні «Булава» та курінний Української Повстанської Армії на Дрогобиччині, член штабу воєнної округи УПА «Сян» на Перемищині, окружний референт Служби безпеки ОУН на Любачівщині.
- Леві Іцхак бен Меїр з Бердичева(1740, Гусаків, Галичина — 1810, Бердичів)—один з найбільших хасидських цадиків кінця XVIII — початку XIX століть, який отримав при житті популярність як Бердичівський раббі.

### Дідичі
- Корнякт Костянтин
- Корнякт Костянтин з Білобок